# Erioneuron pulchellum
Erioneuron pulchellum är en gräsart som först beskrevs av Humb., Bonpl. och Carl Sigismund Kunth, och fick sitt nu gällande namn av Tsuguo Tateoka. Erioneuron pulchellum ingår i släktet Erioneuron och familjen gräs. Inga underarter finns listade i Catalogue of Life.

## Bildgalleri

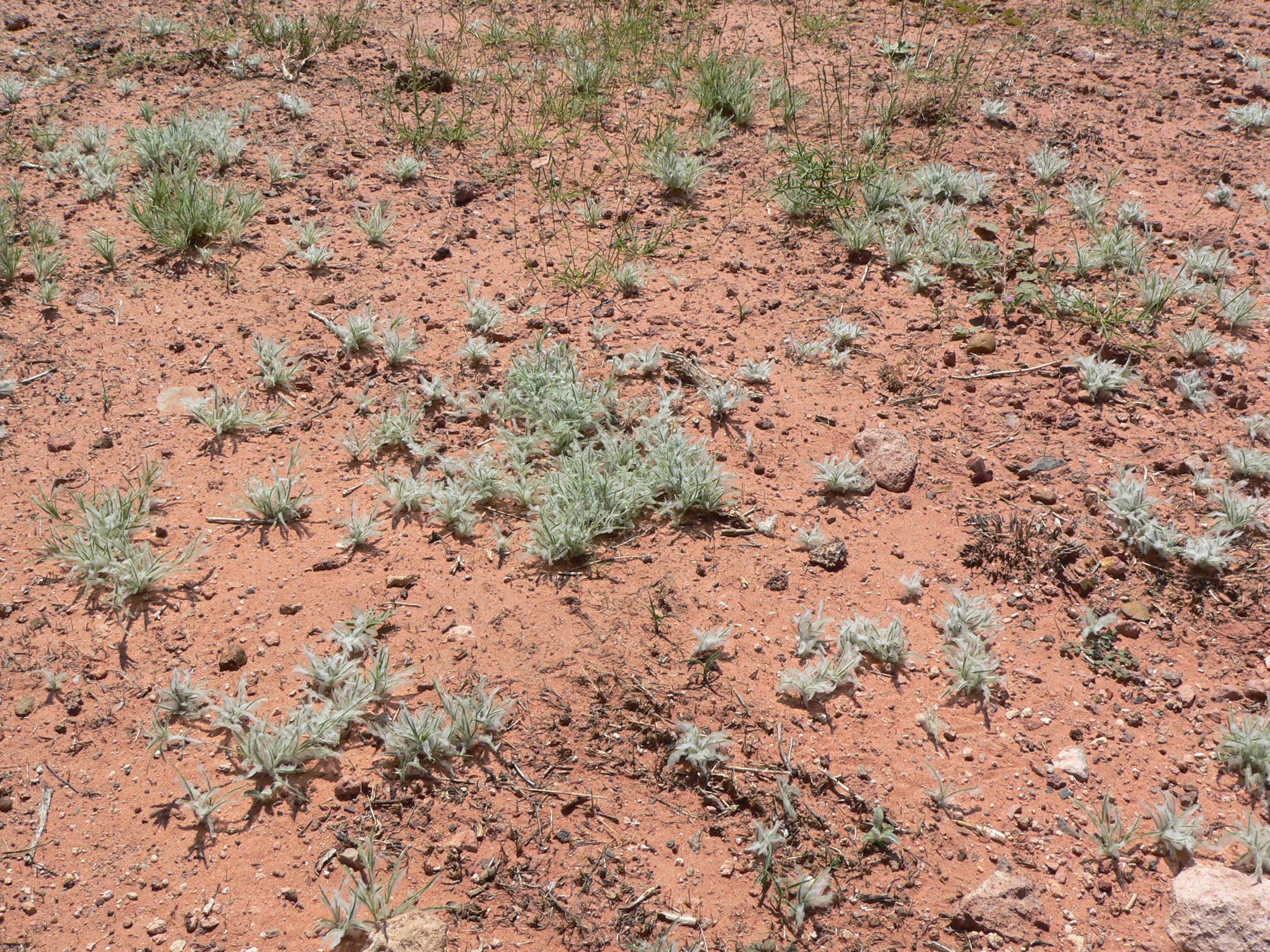
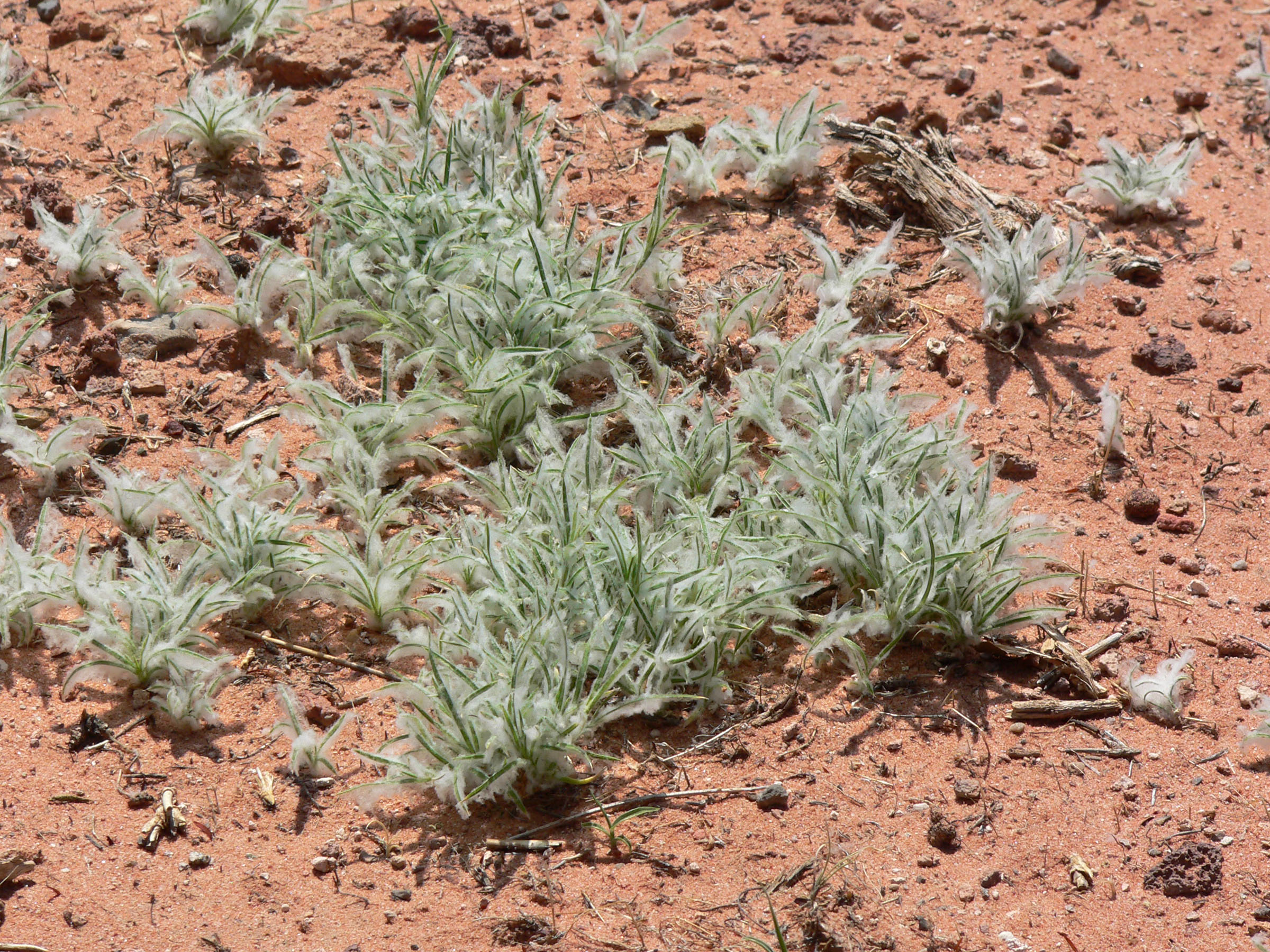
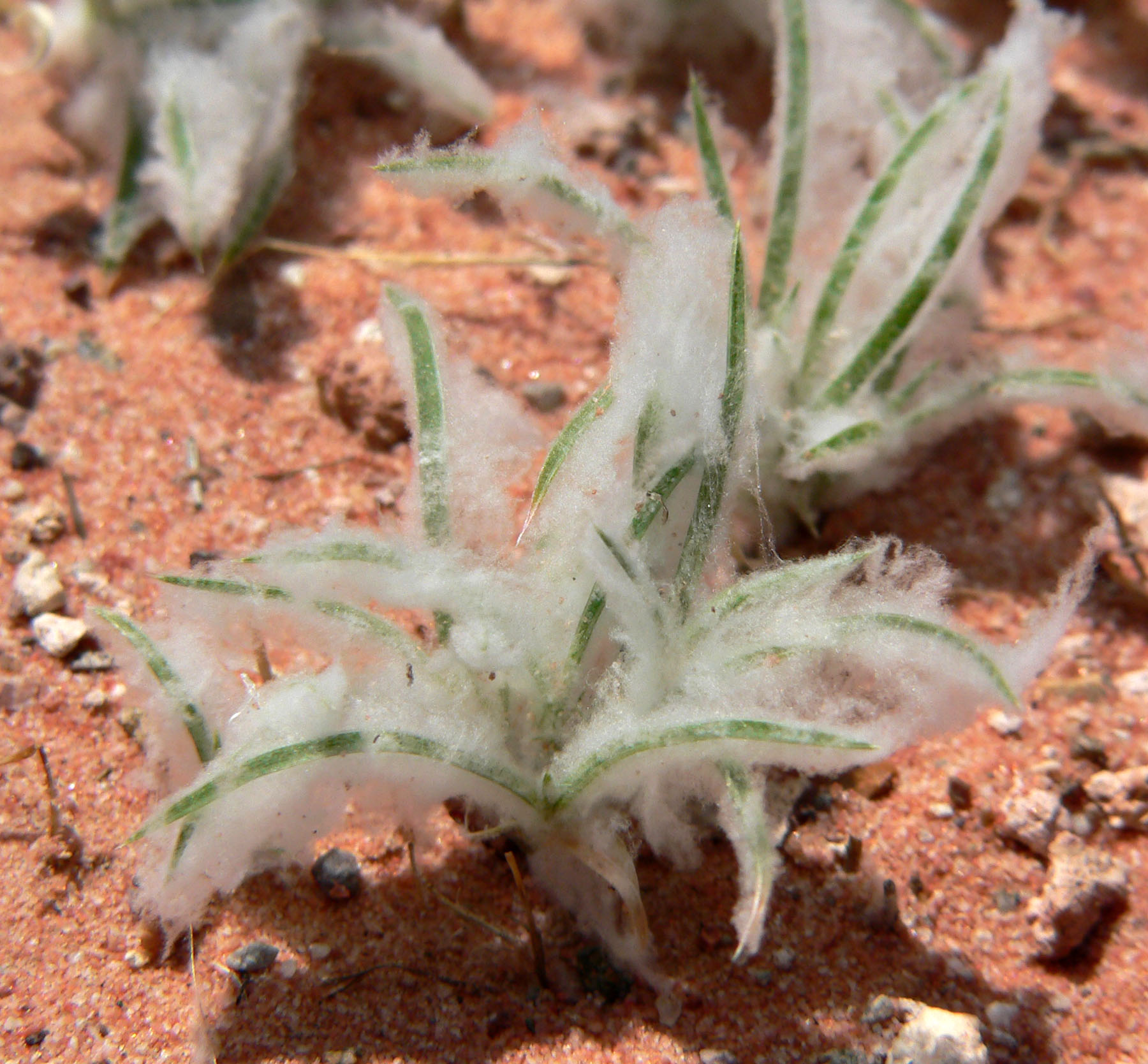